# Байонет Nikon 1
Байонет Nikon 1 - тип сменных объективов компании Nikon для беззеркальных фотоаппаратов с матрицами формата Nikon CX (фотоаппараты Nikon 1). Был впервые представлен в 2011 году и имеет байонетное крепление. Снят с производства в 2018 году.

## Объективы

### Зум-объективы
| Объектив              | 35мм экв. фокусное расстояние | Элементов/ Групп | Угол зрения    | Диапазон диафрагмы | МДФ, м          | Вес   | Размер (DxL)   | Резьба под светофильтр |
| --------------------- | ----------------------------- | ---------------- | -------------- | ------------------ | --------------- | ----- | -------------- | ---------------------- |
| 1 Nikkor VR 6.7-13 mm | 18-35 мм                      | 11/7             | 100° - 63°     | f/3.5-5.6 - f/16   | 0,25            | 125 г | 56.5 х 46 мм   | 52 мм                  |
| 1 Nikkor VR 10-30 mm  | 27-82 мм                      | 12/9             | 77° - 29°40’   | f/3.5-5.6 - f/16   | 0.2             | 115 г | 57,5 х 42 мм   | 40.5 мм                |
| 1 Nikkor 11-27.5 mm   | 30-75 мм                      | 8/6              | 72° - 32°20’   | f/3.5-5.6 - f/16   | 0.32            | 83 г  | 57,5 х 31 мм   | 40.5 мм                |
| 1 Nikkor VR 10-100 mm | 27-273 мм                     | 19/12            | 77° - 9°10’    | f/4.0-5.6 - f/16   | 0.35/1.0/0.65   | 298 г | 60.5 х 70.5 мм | 55 мм                  |
| 1 Nikkor VR 30-110 mm | 82-300 мм                     | 18/12            | 29°40’ - 8°20’ | f/3.8-5.6 - f/16   | 1.0             | 180 г | 60 х 61 мм     | 40.5 мм                |
| 1 Nikkor VR 70-300 mm | 191-818 мм                    | 16/10            | 13° - 3°       | f/4.5-5.6 - f/16   | 1,0 м/1,6 м/1.6 | 550 г | 73 х 108 мм    | 62 мм                  |

### PowerZoom-объективы
| Объектив              | 35мм экв. фокусное расстояние | Элементов/ Групп | Угол зрения  | Диапазон диафрагмы | МДФ, м   | Вес   | Размер (DxL) | Резьба под светофильтр |
| --------------------- | ----------------------------- | ---------------- | ------------ | ------------------ | -------- | ----- | ------------ | ---------------------- |
| 1 Nikkor VR 10-100 mm | 27-273 мм                     | 21/14            | 77° - 9°10’  | f/4.5-5.6 - f/16   | 0.3/0.85 | 530 г | 77 х 95 мм   | 72 мм                  |
| 1 Nikkor VR 10-30mm   | 27-82 мм                      | 9/7              | 77° - 29°40' | f/3.5-5.6 - f/16   | 0.2      | 85 г  | 58 х 28 мм   | -                      |

### Фикс-объективы
| Объектив         | 35мм экв. фокусное расстояние | Элементов/ Групп | Угол зрения | Диапазон диафрагмы | МДФ, м | Вес   | Размер (DxL) | Резьба под светофильтр |
| ---------------- | ----------------------------- | ---------------- | ----------- | ------------------ | ------ | ----- | ------------ | ---------------------- |
| 1 Nikkor 10 mm   | 27 мм                         | 6/5              | 77°         | f/2.8 - f/11       | 0.2    | 77 г  | 55.5 х 22 мм | 40.5 мм                |
| 1 Nikkor 18.5 mm | 50 мм                         | 8/6              | 46°40’      | f/1.8 - f/16       | 0.2    | 70 г  | 56 х 36 мм   | 40.5 мм                |
| 1 Nikkor 32 mm   | 87 мм                         | 9/7              | 28°         | f/1.2 - f/16       | 0.45   | 235 г | 65.5 х 47 мм | 52 мм                  |

### Переходник FT1
С помощью переходника байонета Nikon FT1 возможна установка на камеры Nikon 1 объективов с байонетом Nikon F. Обеспечивается автоматическая фокусировка для объективов AF-S.